# Mary Chinery-Hesse
Pour les articles homonymes, voir Chinery et Hesse.
Mary Chinery-Hesse (née Blay) est une fonctionnaire internationale et la première femme chancelière de l'université du Ghana, intronisée le 1er août 2018. Elle a été la première femme directrice adjointe de l'Organisation internationale du travail.

## Enfance et éducation
Mary Blay est née de Robert Samuel Blay, avocat, juriste et juge à la Cour suprême du Ghana pendant la Première République. Sa mère était Dinah Blay. Elle a fait ses études secondaires au Wesley Girls' Senior High School de Cape Coast. Elle détient également un Bachelor of Arts (Hons) en sociologie et économie et un doctorat en droit (honoris causa) de l'université du Ghana et a suivi une formation postuniversitaire en économie du développement à l'université de Dublin,.

## Carrière
Au début de sa carrière, Mary Chinery-Hesse a été secrétaire principale au ministère des Finances et de la Planification économique et secrétaire du Conseil national de planification économique. Elle a rejoint l'ONU en 1981 où elle a occupé le poste de la première femme africaine coordonnatrice résidente du système des Nations unies et représentante résidente du PNUD dans de nombreux pays dont la Sierra Leone, la Tanzanie, les Seychelles et l'Ouganda. Elle a dirigé le Comité consultatif pour les questions de programme et de fonctionnement (CCQPO) des Nations unies de 1993 à 1998, le Groupe d'experts du Commonwealth de personnalités éminentes sur l'ajustement structurel et les femmes et a joué un rôle déterminant dans le rapport publié, Engendering Adjustment. Elle a appartenu au Conseil des conseillers africains de la Banque mondiale entre 1992 et 1998. Dans les années 1990, elle a présidé le Groupe de haut niveau de personnalités éminentes sur l'examen des progrès accomplis dans la mise en œuvre du programme pour les pays les moins avancés. Elle était membre du Groupe consultatif de personnalités éminentes de l'Union africaine et a siégé à la Commission Zedillo, plus officiellement connue sous le nom de Groupe de personnalités éminentes de haut niveau sur le financement du développement.
En 1989, elle a été nommée première femme directrice générale adjointe de l'Organisation internationale du travail à Genève, en Suisse,,,,,. Elle a été conseillère de John Kufuor, l'ancien président du Ghana. Elle était vice-présidente de la Commission nationale de planification du développement.
Elle a siégé à plusieurs conseils d'administration, dont ceux du Centre d'analyse des politiques et du Fonds de contributions volontaires pour la coopération technique - Haut-Commissariat des Nations unies aux droits de l'homme. Elle a également été commissaire à la Commission de réglementation des services publics et à la Commission sur le VIH/sida et la gouvernance en Afrique (en).
Elle a été nommée chancelière de l'université du Ghana. Elle a assumé cette fonction le 1er août 2018 et a succédé à Kofi Annan, ancien Secrétaire général des Nations unies.

## Comité Chinery-Hesse
Elle a été mandatée par l'ancien gouvernement de l'ancien président John Kufuor pour déterminer les avantages / émoluments de fin de service des officiers titulaires de l' article 71,.

## Vie privée
Elle était mariée à Lebrecht James Chinery-Hesse (1930-2018), un avocat ghanéen et ancien procureur général qui avait effectué des séjours internationaux en Sierra Leone, en Zambie et en Ouganda, et a reçu la Grande médaille (en) du gouvernement ghanéen. Leur fils, Herman Chinery-Hesse (1963-2024) est un entrepreneur de logiciels.

## Travaux
- Chinnery-Hesse, Mary et al. (1989) Engendering ajustement for the 1990s : report of a Commonwealth expert group on women and structural adjustment, Londres: Secrétariat du Commonwealth [14].

## Héritage
Elle est actuellement membre du Panel of the Wise (en), un organe consultatif de l'Union africaine pour l'Afrique de l'Ouest et présidente du conseil d'administration de Zenith Bank, Ghana,.

## Prix et distinctions
Chinery-Hesse a reçu la plus haute distinction nationale du Ghana, l'Ordre de l'Étoile du Ghana sous l'administration de John Kufuor. Elle a également reçu le prix Gusi de la Paix pour la diplomatie internationale et l'humanitarisme à Manille, aux Philippines, le 24 novembre 2010,.